# Margrete Sambiria
Margaret Sambiria (còn gọi là Margrete Blast Horse) (1230? – tháng 12 năm 1282) là Vương hậu Đan Mạch với tư cách là vợ của Christopher I của Đan Mạch. Cô là con gái của Hoàng tử Sambor của Pomerania.

## Cuộc đời
Khi Christopher qua đời 29 tháng 5 năm 1259, cô cho đến năm 1264 việc giám hộ của cô là đứa con trai 10 tuổi, Erik V. Klipping đã được ca ngợi ở Viborg làm vua. Nhưng Margaret là trong mối hận với Jakob Erlandsen, Eric I, Duke của Schleswig Holstein và quân đội. Tổng giám mục mạnh mẽ Jakob Erlandsen tìm cách để giành chiến thắng hỗ trợ hỗ trợ cho Abelslægten bởi trục xuất tất cả các giám mục đã tham gia lễ đăng quang của vị vua trẻ tuổi ở Viborg, nhưng ông thua Margrete và bị buộc phải sống lưu vong. 
Sau thất bại mạnh mẽ của trước đây, Jakob Erlandsen cảm thấy Margrete đủ mạnh cho một cuộc thách với Abelslægten tại Schleswig, nhưng những người đến từ Holstein hoàng tử Eric I, Duke của Schleswig để giúp đỡ. Sau một thất bại tan nát trên Lohede phía nam của Dannevirke năm 1261, cô đã cùng với con trai bị mắc kẹt bởi Holsteiners.
Margrete được giam giữ ở Hamburg, nhưng đã thông qua với Duke Albert của Braunschweig. Cô lấy lại thế chủ động và đưa con trai về nhà đến một nơi trên ngai vàng. Margrete đã bị chuyển đến một nơi ở Estonia là "enkeeje", nhưng người ta tin rằng cô ấy vẫn có một ảnh hưởng đáng kể về chế độ, ngay cả sau khi con trai của ông là tuổi.
Cô được mệnh danh là Mã Phong, bởi vì cô cưỡi một con ngựa cho đến chết trong một chuyển động nhanh chóng của quân đội. Trong dân gian, cô cũng là Grethe Đen, có lẽ vì mái tóc đen tối của mình

## Cái chết
Margaret Sambiria được chôn cất trong nhà thờ tu viện Doberan Minster Bad Doberan ở Mecklenburg.